# スケボーが私を変える アフガニスタン 少女たちの挑戦
『スケボーが私を変える アフガニスタン 少女たちの挑戦』（Learning to Skateboard in a Warzone (if you're a girl)）は、キャロル・ダイシンガー監督、エレナ・アンドレイチェーヴァ製作による2019年のイギリスの短編ドキュメンタリー映画である。第92回アカデミー賞短編ドキュメンタリー映画賞を受賞した。日本では2020年8月3日にNHK BS1で「BS世界のドキュメンタリー」にて初放送された。

## 内容
若い女性がスポーツ活動に参加することが許されないアフガニスタンのカブールで貧しい少女達に読み書きとスケートを教えるスクールとして開設されたNPO法人のスケーティスタンが取り上げられる。

## 受賞
| 賞               | 部門                       | 候補                                                 | 結果 |
| ---------------- | -------------------------- | ---------------------------------------------------- | ---- |
| アカデミー賞     | 短編ドキュメンタリー映画賞 | キャロル・ダイシンガー、エレナ・アンドレイチェーヴァ | 受賞 |
| 英国アカデミー賞 | 短編映画賞                 | キャロル・ダイシンガー、エレナ・アンドレイチェーヴァ | 受賞 |